# Laboulbenia notiophili
Laboulbenia notiophili är en svampart som beskrevs av Cépède & F. Picard 1909. Laboulbenia notiophili ingår i släktet Laboulbenia och familjen Laboulbeniaceae.  Arten är reproducerande i Sverige. Inga underarter finns listade i Catalogue of Life.